# Rob Roy (Walter Scott)
Rob Roy ist ein historischer Roman von Walter Scott aus dem Jahr 1817. Die Handlung des Romans spielt vor dem Hintergrund des sich anbahnenden ersten Jakobitenaufstandes von 1715 in den schottischen Highlands.
Hauptfigur des Romans ist Frank Osbaldistone, der Sohn eines englischen Kaufmanns, der auf das Landgut seines Onkels in Northumberland geschickt wird, um dort seinen Cousin Rashleigh für das Handelshaus von Franks Vater anzuwerben. Als Rashleigh sich als falsche Wahl herausstellt und Papiere des Handelshauses entwendet, macht sich Frank nach Schottland auf, um Rashleigh zu verfolgen und die Papiere zurückzuholen. Während seiner Reise durch die Highlands wird Frank auch in die Konflikte zwischen aufständischen Jakobiten und der englischen Obrigkeit verwickelt. Der schottische Volksheld Robert Roy MacGregor, nach dem der Roman benannt ist, greift verschiedene Male zugunsten von Frank Osbaldistone in die Handlung ein, ist aber nicht die Hauptperson des Romans.
Der Roman war wie andere Werke Scotts im 19. Jahrhundert sehr populär und wurde mehrfach erfolgreich für das Theater adaptiert. Spätere Verfilmungen, wie etwa Rob Roy aus dem Jahr 1995 von Michael Caton-Jones mit Liam Neeson in der Hauptrolle, folgten jedoch nicht mehr der Handlung von Scotts Roman, sondern waren vom Leben der historischen Figur Rob Roy inspiriert.

## Inhalt

### Einführung (1829)
In der Ausgabe von 1829 stellte Walter Scott der eigentlichen Handlung des Romans noch eine längere historische Einführung voran, in der er die Geschichte des schottischen Volkshelden Rob Roy MacGregor nacherzählt, einschließlich vieler Legenden, die sich um Rob Roy rankten.
Rob Roy, ein Highlander aus dem Clan der MacGregors, kämpfte in den Jakobitenaufständen von 1689, 1715 und 1719. Rob Roy war Rinderhändler, wurde aber dann zum Rinderdieb, der von seinen Nachbarn Geld für den Schutz vor anderen Rinderdieben erpresste. Rob Roy machte sich einen Namen als schottischer Robin Hood. Aus der Ehe mit Mary Helen MacGregor gingen vier Söhne hervor: James, auch Mor oder Tall genannt, Ranald, Coll, und Robert, auch Robin Oig oder Young Rob genannt. Auch auf deren Schicksal geht Scott in seiner Einführung ein.

### Handlung
Frank Osbaldistone, Sohn eines erfolgreichen Kaufmanns in London, wird von Frankreich, wo er vor allem den Studien der schönen Literatur nachging, von seinem Vater nach Hause gerufen. Frank soll in das Finanzunternehmen des Vaters, „Osbaldistone and Tresham“, einsteigen. Als er sich weigert, weil er die schönen Künste dem Kommerz vorzieht, wird er von seinem Vater enterbt und mit dem Auftrag zu seinem Onkel, Sir Hildebrand Osbaldistone, nach Northumberland geschickt. Dort soll er die Bitte seines Vaters übergeben, dass einer seiner Cousins in das Unternehmen einsteigen möge.
Auf dem Weg in den Norden macht Frank die Bekanntschaft eines Reisenden, Morris, der offenbar Wertgegenstände mit sich führt und fürchtet, ausgeraubt zu werden. Außerdem lernt er einen schottischen Adligen namens Campbell kennen, der, wie sich später herausstellt, tatsächlich der schottische Volksheld Rob Roy MacGregor Campbell ist.
In Osbaldistone Hall lernt Frank seinen Onkel, Sir Hildebrand Osbaldistone, seine sechs Cousins sowie seine Cousine Diana Vernon kennen. Diana versucht Frank zu helfen, als er fälschlich von seinem ehemaligen Reisegefährten Morris beschuldigt wird, ihn ausgeraubt zu haben. Frank wird beinahe verhaftet, als unerwartet Campbell auftaucht und sagt, dass er beim Überfall anwesend war und bezeugen kann, dass Frank keiner der Räuber gewesen sei.
Frank erfährt im Laufe seines Aufenthalts in Osbaldistone Hall, dass Diana durch den Willen ihres Vaters dazu bestimmt ist, den zweitältesten ihrer Cousins, Thorncliffe, zu heiraten. Will sie das nicht, muss sie in ein Kloster eintreten. Frank verliebt sich in Diana und gesteht ihr schließlich auch seine Liebe. Sie weist ihn jedoch mit Verweis auf ihre familiären Verpflichtungen zurück. Diana warnt ihn auch vor seinem Cousin Rashleigh und drückt die Sorge aus, dass Rashleigh einen schlechten Charakter hat und Franks Vater täuschen und betrügen könne.
Einige Zeit, nachdem Rashleigh nach London abgereist und in London seine Stelle bei Osbaldistone und Tresham angetreten hat, erhält Frank einen Brief vom Partner seines Vaters, Tresham: Rashleigh ist mit großen Wechselverbindlichkeiten in Richtung Schottland verschwunden. Frank entschließt sich, nach Glasgow zu reisen, um dort weitere Erkundigungen einzuholen und Rashleigh zu stellen. Begleitet wird Frank vom Gärtner von Osbaldistone Hall, Fairservice, ein Schotte, der Franks Reise nutzen möchte, um in seine Heimat zurückzukehren. Diana gibt Frank einen versiegelten Brief mit, den er im Notfall verwenden soll, um Unterstützung zu erhalten.
In Glasgow treffen Frank und Fairservice wieder auf Rob Roy alias Campbell, der ihnen Zugang zum Gefängnis verschafft. Dort sitzt Owen ein, der Bürovorsteher seines Vaters, der wegen der offenen Wechselverbindlichkeiten ebenfalls nach Glasgow gereist ist. Richter Nicol Jarvie erscheint schließlich, der ein Cousin von Rob Roy ist. Er erklärt sich bereit, Owen freizulassen und für sein Erscheinen vor Gericht zu bürgen. Frank gibt Rob Roy Dianas Brief, woraufhin dieser ihm sagt, er solle ihn in den Highlands besuchen, wo ihm bei seinen Problemen mit Rashleigh helfen könne. Die Zeit drängt jedoch, denn die Wechselverbindlichkeiten sind in 10 Tagen fällig.
Richter Jarvie entschließt sich, gemeinsam mit Frank in die Highlands zu reisen, um dort Rob Roy zu treffen. Auf dem Weg dorthin werden sie jedoch von einem englischen Regiment verhaftet mit der Begründung, sie seien ein paar gesuchte Engländer, die in Verbindung mit dem geächteten Rob Roy stünden. Die Reisegruppe der Infanteristen mit ihren Gefangenen werden jedoch von Rob Roys Frau Helen und einer Gruppe von Highlandern aufgerieben; die Gefangenen werden befreit.
Die Highlander erfahren, dass Rob Roy gefangen wurde; Frank wird als Unterhändler zu ihm geschickt. Rob Roy und später auch Frank gelingt es, während ihrer Gefangenenüberstellung zu fliehen. Auf der Flucht begegnet Frank zunächst Diana und einem geheimnisvollen Herrn, die ihm ein Päckchen mit den von Rashleigh unterschlagenen Wechseln übergeben. Danach trifft Frank auch auf den entkommenen Rob Roy. Rob und seine Highlander geleiten Frank und Jarvie auf ihrem Weg zurück nach Glasgow bis zum Loch Lormond. In Glasgow treffen Frank und Jarvie Franks Vater an, dessen finanzielle Probleme durch die wiederbeschafften Wechsel gelöst sind.
Kurze Zeit später bricht der Jakobitenaufstand von 1715 aus, während dem fünf von Franks Cousins sowie sein Onkel sterben, was Frank zum Erben von Osbaldistone Hall macht. Als er nach Norden reist, um Osbaldistone Hall in Besitz zu nehmen, erfährt er, dass der geheimnisvolle Begleiter von Diana ihr Vater war, Jakobit und Regierungsgegner, der offiziell tot war, sich aber tatsächlich nur in Osbaldistone Hall versteckt hatte. Als Diana und ihr Vater vom plötzlich auftauchenden Rashleigh verhaftet werden, greift ein letztes Mal Rob Roy ein, der Rashleigh tötet. Diana und ihr Vater können fliehen und gehen nach Frankreich. Als Sir Frederick, Dianas Vater, in Frankreich schließlich stirbt, kann Diana nach England zurückkehren, wo Frank und sie schließlich heiraten.

## Form

### Titel, Handlung und Figuren
Obwohl der Roman den Titel Rob Roy trägt, ist der schottische Volksheld nur eine Nebenfigur. Die Hauptfigur und gleichzeitig Erzähler ist Frank Osbaldistone, aus dessen Perspektive die Handlung beschrieben wird, einschließlich seiner Sehnsüchte und Ängste. Rob Roy bleibt eine mysteriöse Figur im Hintergrund, taucht jedoch an verschiedenen entscheidenden Stellen des Romans auf, um Krisen aufzulösen, wie etwa Franks beinahe erfolgte Verhaftung als Räuber oder die Wiederbeschaffung der von Rashleigh Osbaldistone unterschlagenen Wechselpapiere. Während Frank die Geschichte in Rob Roy erzählt, kontrolliert Rob Roy dagegen die eigentliche Handlung, die logische Abfolge der Ereignisse im Roman.

### Ort und Zeit der Handlung
Die Handlung von Rob Roy ist vor dem Hintergrund des sich anbahnenden Jakobitenaufstandes von 1715 angesiedelt. Mehrere Figuren sind in die Vorbereitung des Aufstandes involviert oder werden als Jakobiten bezeichnet. Der Aufstand selbst wird aber nur zum Schluss des Romans in Kürze erwähnt. Handlungsschauplätze sind Northumberland, Glasgow und die malerische Landschaft um Loch Lomond. Scott ließ einige seiner Charaktere in Scots sprechen und ging in seinem Roman auch auf die Lebensumstände ein, unter denen viele Schotten Anfang des 18. Jahrhunderts leben mussten.
Scott machte im August 1817 einen kurzen Ausflug zu den Handlungsorten seines entstehenden Romans. Darauf beruht wohl auch die Legende, Scott hätte den Roman Rob Roy an den Ufern des Loch Lomond geschrieben. Tatsächlich bezog Scott das meiste Wissen über Glasgow und die Highlands aus literarischen Quellen, so etwa Daniel Defoes Reisebericht Tour of the Whole Island of Great Britain.

## Stellung in der Literaturgeschichte
Rob Roy ist das dritte Werk Scotts mit einem Highland-Thema nach dem narrativen Gedicht The Lady of the Lake (1810) und dem Roman Waverley (1814). Wie viele von Scotts Romanen wurde Rob Roy anonym mit dem Untertitel „by the author of Waverley“ veröffentlicht. Rob Roy gehört damit zu der sogenannten Waverley-Reihe.
Scott gilt als Begründer des historischen Romans, seine in der nahen Vergangenheit Schottlands und später im Mittelalter spielenden Romane riefen eine Reihe von Nachahmern auf den Plan, deren Werke oft einen eher geringen literarischen Wert hatten. Auch Scotts spätere Mittelalter-Romane, wie etwa Ivanhoe, gelten in der Literaturwissenschaft als weniger gelungen, weil hier ein sorgfältig recherchierter historischer Hintergrund fehlt. Rob Roy jedoch zählt zu den frühen Romanen Scotts, deren Wert die Literaturwissenschaft hoch einschätzt, weil Scott hier die Handlungen eng mit den nationalen, sozialen und politischen Hintergründen verknüpft.

## Rezeption

### Rezeption nach Erscheinen und im 20./21. Jahrhundert
Rob Roy war unmittelbar nach Erscheinen ein großer kommerzieller Erfolg. Die erste Ausgabe wurde am 31. Dezember 1817 veröffentlicht; die für damalige Verhältnisse hohe Auflage von 10.000 Exemplaren war innerhalb von zwei Wochen ausverkauft. Allein 1818 wurden zwei weitere Auflagen nachgedruckt. Rob Roy war im 19. und 20. Jahrhundert nach Ivanhoe Scotts zweitbeliebtester Roman. Der Autor Robert Louis Stevenson hielt Rob Roy für den besten Roman Scotts.
Der Roman wurde in viele Sprachen übersetzt, unter anderem ins Deutsche, Spanische, Italienische, Dänische, Französische, Ukrainische, Tschechische und Niederländische. Scott gehörte wohl zu den ersten Autoren mit einer internationalen Karriere zu seinen Lebzeiten, mit Lesern in Europa, Nordamerika und Australien. Nachdem Rob Roy wie alle Romane Scotts im 19. Jahrhundert beim Publikum außerordentlich beliebt war, ließ die Popularität von Scotts Romanen ab dem Anfang des 20. Jahrhunderts allerdings dramatisch nach.
Im Gegensatz zum allgemeinen Publikum war die zeitgenössische und auch die spätere Literaturkritik bei Rob Roy nicht uneingeschränkt begeistert: Ein zeitgenössischer Kritiker beklagt, dass es wenig Zusammenhang zwischen Titel Rob Roy und dem Inhalt des Romans gäbe. Auch wurde von Anfang an die unzusammenhängende Handlung kritisiert, aber die gelungenen Charakterzeichnungen bewundert. Wesentlich harscher ist die Kritik an Scott von E.M. Forster; dieser schreibt in seinem literaturwissenschaftlichen Klassiker Aspects of the Novel von 1927, dass Scott ein unbeholfener Schriftsteller sei, der schlampige Romane mit schlecht gemachter Handlung schreibe.
Kritiker im 20. Jahrhundert beklagen vor allem, dass Rob Roy nur eine misslungene Wiederholung des Vorgängerromans Waverley sei. Andere Kritiker wiederum weisen darauf hin, dass Scott mit Rob Roy durchaus den Versuch machte, etwas Anderes als Waverley zu schreiben. Ferner wird Scotts Leistung gewürdigt, dass er mit Rob Roy das Modell einer schottischen nationalen Historienromanze geschaffen habe.
Trotz der Kritik werden Scotts Romane immer noch als Klassiker der englischen Literaturgeschichte wahrgenommen. Als Begründer des historischen Romans hat Scott in den englischen Literaturgeschichten weiter seinen Platz. Charlotte Higgins fragt 2010 in der Zeitung  The Guardian, ob es sich lohne, Scotts Romane zu lesen, obwohl diese ihren Bestsellerstatus verloren haben. Sie zitiert schließlich Stuart Kelly, Verfasser einer Biografie Walter Scotts. Dieser schreibt, dass Scotts Romane lesbar seien und atemberaubend sein können, aber dass man eine gewisse Langsamkeit lieben müsse. Außerdem merkt Charlotte Higgins an, dass Rob Roy wohl das Buch sei, mit dem man anfangen solle, wenn man Scott noch nicht kenne.

### Adaptionen für Bühne und Film
Rob Roy war auch der Roman Scotts, der am häufigsten für das Theater adaptiert wurde: Es wird geschätzt, dass es von Rob Roy mehr als 1000 verschiedene Bühnenfassungen gibt. Die erfolgreichste Bühnenfassung, Rob Roy MacGregor; or, Auld Lang Syne von Isaac Pocock, wurde am 12. März 1818 in Covent Garden uraufgeführt und war eines der beliebtesten und einflussreichsten Bühnenproduktionen des frühen 19. Jahrhunderts. Diese Bühnenfassung erreichte schnell den Status eines schottischen Nationaldramas und wurde z. B. bei einem Besuch des britischen Königs Georg IV 1822 aufgeführt. Die Beliebtheit der Bühnenfassung von Isaac Pocock ist unter anderem auch auf seine Musik zurückzuführen: So wurde in vielen Aufführungen die Handlung des Stücks immer wieder durch musikalische Einlagen unterbrochen, das bekannteste darunter, Auld Lang Syne nach dem Gedicht von Robert Burns, fand sogar im Titel des Theaterstücks Erwähnung.
Um die Wende zum 20. Jahrhundert ebbte die Begeisterung für die Theateradaptionen von Rob Roy ab: Mit einigen Ausnahmen (Theaterproduktionen in Edinburgh 1922, 1931 und 1962) wird Rob Roy auf der Bühne kaum noch aufgeführt. Der Roman wurde jedoch schon sehr früh verfilmt, so 1911 (Regie: Arthur Vivian), 1913 (Regie: Henry J. Vernot) und 1922 (Regie: W. P. Kellino). Die Filme von 1911 und 1913 sind verschollen, aber die überlieferten Besetzungslisten deuten darauf hin, dass die Filme sich an die grundlegende Handlung des Romans hielten. Dies änderte sich mit der Verfilmung von 1922, in dem die Handlung um Rob Roy und den Kampf seines Clans gegen Unrecht und Tyrannei kreist und Figuren wie die Osbaldistones oder Diana Vernon keine Rolle spielen. Auch die Verfilmung Rob Roy von 1995 mit Liam Neeson in der Hauptrolle hält sich eher an die Handlung des Vorgängerfilms von 1922 als an Scotts Roman.

### Auswirkungen auf den Tourismus in Schottland
Der Roman Rob Roy hat die schottischen Highlands als touristisches Reiseziel populär gemacht. Viktorianische Reiseführer für die Highlands bemühen sich, die genauen Flecken zu beschreiben, an denen zentrale Ereignisse aus Rob Roy stattfinden. Auch Glasgow wurde durch Rob Roy als literarischer Ort von Scott verewigt.

### Textausgaben
- Walter Scott: Rob Roy. In 3 Bänden. Constable, Edinburgh 1818, ISBN 3628485843. (englische Erstausgabe)
- Walter Scott: Rob Roy, herausgegeben von David Hewitt. Edinburgh University Press, Edinburgh 2008, ISBN 074860569X. (aktuelle englische Ausgabe)
- Walter Scott: Rob Roy, herausgegeben von Ian Duncan. Oxford World's Classics. Oxford University Press, Oxford 1998 (Neuausgabe 2008), ISBN 978-0-19-954988-7. (aktuelle englische Ausgabe)
- Walter Scott: Robin der Rothe. Aus dem Englischen übersetzt von Henriette Schubart. Schumann, Zwickau 1823. (erste deutsche Übersetzung)
- Walter Scott: Rob Roy. Deutscher Taschenbuch-Verlag, München 1996, ISBN 3423023929. (aktuellere deutsche Übersetzung)

### Sekundärliteratur
- J.H. Alexander: Walter Scott's Books. Reading the Waverley Novels. Routledge, London/New York 2017, ISBN 978-0-367-88477- 2.
- Ann Rigney: The Afterlives of Walter Scott. Memory on the Move. Oxford University Press, Oxford 2012, ISBN 978-0-19-964401-8.
- Fiona Robertson (Hrsg.): The Edinburgh Companion to Sir Walter Scott. Edinburgh University Press, Edinburgh 2012, ISBN 9780748641291.